# 85411 Paulflora
85411 Paulflora este un asteroid din centura principală de asteroizi.

## Descriere
85411 Paulflora este un asteroid din centura principală de asteroizi. A fost descoperit pe 3 noiembrie 1996 la Linz de Erich Meyer și Erwin Obermair. Asteroidul prezintă o orbită caracterizată de o semiaxă mare de 2,70 ua, o excentricitate de 0,07 și o înclinație de 4,3° în raport cu ecliptica.